# جون نولان (لاعب كرة قدم أمريكية)
جون نولان (بالإنجليزية: John Nolan)‏ هو لاعب كرة قدم أمريكية أمريكي، ولد في 30 مايو 1899 في لوس أنجلوس في الولايات المتحدة، وتوفي في 15 يوليو 1973.

## وصلات خارجية
- جون نولان على موقع مرجع كرة القدم المحترفة.كوم (الإنجليزية)